# 佐田介石

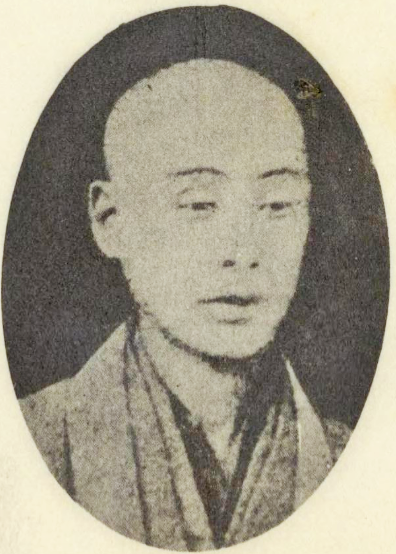
佐田介石

佐田 介石（さた かいせき、文政元年4月8日（1818年5月12日）- 明治15年（1882年）12月9日）は、肥後国出身の幕末から明治初頭にかけての浄土真宗本願寺派（晩年は天台宗）の学僧。攘夷運動・梵暦運動の指導者、国粋主義者。号は等象斎。筆名に白川斎。急激な西洋化に警鐘を鳴らし、仏教的天動説や自給自足論など日本独自の文明開化を説いた。とくに外国製が国の成長を阻害するという佐田の「ランプ亡国論」は一時全国に知れ渡り、国産推奨の結社が各地で生まれた。

## 人物
肥後国八代郡種山村（現在の熊本県八代市）の浄立寺住職・広瀬慈博の子に生まれる。幼名は観霊。後に同国飽田郡正泉寺住職であった佐田氏の養子となる。少年時代は熊本藩の藩校で儒学を学び、18歳のとき学問修行として京都に出て、本願寺派やその他の教学を修学した。
地動説は翻訳された蘭書を通じて江戸時代末期の知識人のあいだでは定着していたが、仏教の宇宙観に立つ人びとはこれに反発し一派を形成した。十余年に及ぶ修行の中、介石は仏教的天動説である須弥山説を唱える普門律師圓通に師事する。『等象斎介石上人略伝』によれば、介石が須弥山説の研究に着手したのは30歳頃のことである。
その後、介石は故郷に戻り自ら仏教天文学の研究に勤しんだ。
1863年（文久3年）、45歳の介石は最初の天文関係の著作『鎚地球説略』を著す。その後明治時代に入って『視実等象儀記』（1877年）『視実等象論儀詳説』（1880年）を通じて「視実等象論」を展開した。世界の中心にそびえ立つ須弥山を中心に天体が運行しているという仏教的世界観に基づいて、洋学の地球球体説、地動説、太陽中心説を否定して地球中心説（天動説）、地球平面説を提唱した。奥武則は介石の天文学が須弥山説を超えた独自の地動説であると主張した。これは見かけの天体（視象天）と実際の天体（実象天）には区別があり、その格差には一定の法則がある。すなわちそれが垂孤の法則（天は本来平面であるが、見た目には観察者の頭上を中心に東西南北に垂れ下がり、あたかも半円のように見える）と縮象の法則（頭上に近いあたりは広く、地面に近いあたりは狭く見える錯覚を起こす）という主張である。そして発明家として著名な田中久重（からくり儀右衛門）に依頼して視実等象論の宇宙を実体化した「視実等象儀」を制作し、完成品を明治10(1877)年の内国勧業博覧会に出品した。
介石は幕府や明治新政府に対して経済・外交・科学といったさまざまな分野の建白書をたびたび提出し、変動する時代への問題意識を開陳した。
政治面においては、幕府が進める長州征伐に反対してこれを止めるように意見書を出す一方で、興正寺門跡を擁して長州藩に赴き、幕府との和議を斡旋した。
明治に入ってからも『栽培経済論』を著して西洋化による文明開化を強く批判し、日本独自の開化を目指して農本主義・鎖国体制の堅持・国産品推奨を主張した。これらの主張は経済の実情を分析した上での理論展開がなされていたが、次第に「ランプ亡国論」・「鉄道亡国論」・「牛乳大害論」・「蝙蝠傘四害論」・「太陽暦排斥論」・「簿記印記無用論」など、外国製の文物の導入がいかに国の成長の害になるかを説いた国産品推奨・外国製品排斥を主張するものとなっていった。
また、天文学においては『星学疑問』（1874年）、『天地論征論』（1881年）を著して西洋天文学と徹底的に対決した。このような言動に対して明治政府は神道国教化政策の障害になることを危惧して1876年に「須弥山」説の禁止を命じた。
1877年には視実等象儀を内国勧業博覧会に出品、また同年、海外貿易をテーマにした東京日日新聞主催の懸賞論文では、四等の尾崎行雄をおさえて、一等該当なしの二等に入選した。これはフルベッキが同新聞に持ち込んだ企画で、輸入超過が続く日本にとって貿易は得か損かを問いたもので、審査は同紙主筆の福地源一郎があたった。
その後も介石は積極的に活動を続け、この頃、天台宗の僧侶であった唯我紹舜の門人となって浅草新堀にある本光院の住職を任されている。
1881年には国産品愛用の結社を作り、傘やランプなどの国産代用品の開発、全国各地の遊説などを行った。長野県では説教中に「政体を罵言」したかどで警察に拘引されている。
1882年新潟県高田（現在の上越市）で講演中に急死。本願寺派門主明如は介石が生前に同派を離脱したにも拘らずその人柄を慕って「嘯月院」という諡号を授け、漢方医の浅田宗伯が浅草寺に建てられた墓の碑文を書くなどして、その一途な生き様を偲んだという。

## 視実等象儀

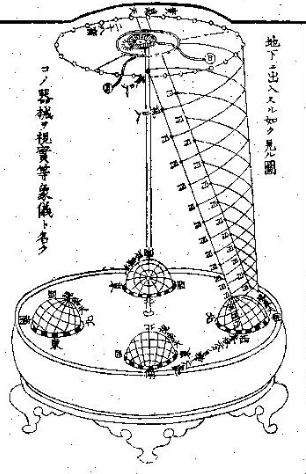
視実等象儀

介石は仏典の説く世界構造と実際に観察される天体の運行との乖離を埋めようと、実象と視象という概念を用いた視実等象の説を唱えた。これは、実象天の天体の運行は大地や海面に平行な平面であるが、これが四大洲（須弥山を取り囲む海の中にある4つの大陸）では球面に見えるという説である。
これに基き「視実等象儀」という動く模型を考案し、からくり儀右衛門こと田中久重（東芝創業者）に製作を依頼して1855年に完成させた。田中は1850年に円通の弟子の依頼により、同じく仏教的宇宙観を現した「須弥山儀」を製作した経験を持っていた。介石の視実等象儀は噂を呼び、西本願寺宗主などに見せたりもしていたが、1862年の京都の騒乱に巻き込まれて焼失した。
1876年に、再び田中久重に依頼して「視実等象儀」を作らせ、台座部分には、活人形で知られる同郷の松本喜三郎に鉄囲山などを彫刻させた。翌1877年（明治10年)にはこれを第1回内国勧業博覧会に出品し、自らも会場に出向いて解説をした。現在、介石の視実等象儀は熊本市立熊本博物館と国立科学博物館に所蔵展示されている。

## 評価
介石は同時代の人びとに奇人として知られていたが、三宅雪嶺がその死に接して記したように、経済に関して一定の見識を持つ人物とも評価されていた。介石の死後その事績は半ば忘れ去られていたが、日本が外交的に閉塞した昭和初期に、本庄栄治郎、浅野研真といった人びとが、介石の思想と運動を先取的なものとして再評価した。また、1970年代末以降にも佐田研究が集中し、衣笠安喜，大浜徹也，柏原祐泉，牧原憲夫，奥武則らによって、明治初期の民衆社会のー側面を映し出す象徴的存在として、その言説や行動の再解釈がなされた。

## 年譜
- 1818年 誕生
- 1835年 京都本願寺派本願寺の学林に入る
- 1847年 天龍寺の環中（円通の弟子）のもとで天文学を学び、天文学についての最初の著作『周易三千年眼』を発表
- 1854年 学林において得業（僧の学階）となる
- 1855年 視実等象儀完成
- 1856年 学林において助教（僧の学階）に昇進
- 1859年 熊本藩主細川斉護、本願寺派門主広如に視実等象儀を見せる
- 1860年 学林の講試で門者を務める
- 1862年 視実等象儀焼失。三条実美に建白。
- 1863年 『鎚地球説略』を著し、仏的世界観に基づいた地平説、天動説を主張。一橋慶喜、松平春嶽に建白。
- 1864年 松平容保に建白
- 1868年 明治政府成立
- 1870年 廃仏毀釈の実態調査のため、本願寺から富山藩に派遣。のち、上京。
- 1872年 『教諭凡』『教諭凡道案内』刊行
- 1873年 「欽上富国議」
- 1874年 「建白（清国不可討ノ議）」「建白（二十三題の議、扶桑論）」「建白（星学疑問）」、島津久光へ建白
- 1875年 キリスト教自由の政府達書発布に対し、「耶蘇建白」「諸寺院連名建白書」を提出、キリスト教が一神教であることの危険や、その普及が西洋列強の植民地政策の先兵であると警鐘した。雑誌『世益新聞』創刊（半年間で9号刊行）。木戸孝允、三条実美へ建白
- 1876年 『須弥須知論』『須弥地球孰妄論』『掌珍新論』刊行
- 1877年 視実等象儀を再制作し、内国勧業博覧会に出品。『視実等象儀記初編』刊行。東京日日新聞懸賞論文で一等該当なしの二等入賞。
- 1878年 『栽培経済論』刊行（序文に井上毅、重野安繹、栗本鋤雲、中村正直)。浅草・伝法院（天台宗）などで視実等象儀の展覧・演説会開催し、地方遊説も始める。
- 1879年 各地で遊説。『天地論往復集初篇』刊行。天台宗に転宗。
- 1880年 東京日日新聞に「ランプ亡国の戒め」掲載し、舶来品の使用により国内の金貨が流出し、国内産業が壊滅するなど害が多大であることを訴えた。国産の種油を使うランプ代用品「観光燈」考案。『視実等象儀詳説』刊行。長野県で遊説中、コレラ予防に輸入石炭酸使用を政府が推奨していることに疑義を唱えたところ、上田署に拘引され2週間取り調べを受ける。佐田に共鳴し、大阪の保国社(分社80、会員約5万5000)はじめ、国産愛用結社が各地で生まれる。
- 1881年 浅田宗伯、大内青巒らと国産愛用結社「観光社」結成（会員に新居日薩、福田行誡、釈雲照、桜井能監、矢野文雄、小野梓ら）。京都に「六益社」結成（会員5万人）。大丸、三井、伊藤ら呉服商が多数会員となった[15]。名古屋の大丸の招聘による演説会が集会条例に違反するとして解散を命じられる[16]。雑誌『栽培経済問答新誌』創刊（半紙綴りで日本紙を使用[17]）。
- 1883年 『全国商法の栽培』刊行
- 1885年 遊説先の上越高田で没。没後『仏教界国論』など多数刊行

特記以外はによる

## 関連書
- 『文明開化に抵抗した男 佐田介石 1818-1882 』春名徹、藤原書店 (2021/8/27)
- 『怪物科学者の時代』（佐田介石 文明開化の宇宙争奪戦）田中聡、晶文社（1998/03）